# Граб (Грачац)
Граб је насељено мјесто у општини Грачац, југоисточна Лика, Република Хрватска.

## Географија
Граб је удаљен 4 км југоисточно од Грачаца.

## Историја
Граб се од распада Југославије до августа 1995. године налазио у Републици Српској Крајини.

## Становништво
Према попису становништва из 2011. године, насеље Граб је имало 78 становника.
| Националност       | 1991. | 1981. | 1971. | 1961. |
| Срби               | 217   | 233   | 326   | 403   |
| Хрвати             | 1     | 4     | 10    | 9     |
| Југословени        | 1     |       | 1     |       |
| остали и непознато |       | 2     | 4     |       |
| Укупно             | 219   | 239   | 341   | 412   |

| Демографија | Демографија | Демографија |
| Година      | Становника  | Становника  |
| ----------- | ----------- | ----------- |
| 1961.       | 412         |             |
| 1971.       | 341         |             |
| 1981.       | 239         |             |
| 1991.       | 219         |             |
| 2001.       | 61          |             |
| 2011.       |             | 78          |

## Попис 1991.
На попису становништва 1991. године, насељено место Граб је имало 219 становника, следећег националног састава:
| Попис 1991.‍ | Попис 1991.‍ | Попис 1991.‍ | Попис 1991.‍ | Попис 1991.‍ |
| ----------- | ----------- | ----------- | ----------- | ----------- |
|             |             |             |             |             |
| Срби        | Срби        |             | 217         | 99,08%      |
| Југословени | Југословени |             | 1           | 0,45%       |
| Хрвати      | Хрвати      |             | 1           | 0,45%       |
| укупно: 219 |             |             |             |             |